# Юлия Мамея
Ю́лия Ави́та Маме́я (лат. Julia Avita Mamaea; 14/29 августа после 180, Эмеса — 21 марта 235, Могонциак) — дочь Юлии Месы, племянница Юлии Домны, супруги императора Септимия Севера, мать и соправительница императора Александра Севера.

## Биография
Юлия Мамея — вторая дочь Гая Юлия Авита Алексиана и Юлии Месы, младшая сестра Юлии Соэмии. Первым браком была замужем за бывшим консулом, и сохранила принадлежность к сенаторскому сословию даже после того, как после смерти мужа вышла замуж за Марка Юлия Гессия Марциана, всадника из Арки (провинция Сирия). Брак был заключен во время правления Септимия Севера, и, возможно, служил к укреплению позиций дома Северов в восточных провинциях. 1 октября 208 года у Гессия Марциана и Мамеи родился сын Алексиан.
По настоянию Мамеи, а также своих матери и бабки Юлии Соэмии и Юлии Месы, в июне 221 года император Гелиогабал усыновил Алексиана, изменив ему имя на Александр и сделал его Цезарем; римский сенат постановил, чтобы девятнадцатилетний Гелиогабал считался отцом двенадцатилетнего Александра.
В 222 году Гелиогабал и Александр стали консулами, но недовольство императором вылилось в открытый мятеж и 11 или 12 марта Гелиогабал и Соэмия были убиты. 13 марта императором был провозглашен Александр Север. По его малолетству, управление страной взяли в свои руки Юлия Мамея и Юлия Меса. После смерти Юлии Месы (произошла до августа 224 года), Мамея стала фактически единоличным правителем, а приняв титул consors imperii (то есть соправительницы) — первой женщиной в Риме, официально обладавшей такой властью. Параллельно с управлением империей, она не забывала о достойном воспитании сына:
«Мамея, мать Александра, отвращала своего сына от занятий постыдных и неприличных для императора, она тайком приглашала учителей различных наук, занимала сына изучением разумных предметов, приучала его к физическим упражнениям, подобающим мужчине, — вообще, давала ему греко-римское воспитание»

(Геродиан. История императорской власти после Марка. V. 7).
В группу воспитателей Александра входили шестнадцать сенаторов и знаменитый юрист Домиций Анний Ульпиан, некоторое время занимавший пост префекта претория.
В 226 году Александр Север женился на дочери Сея Саллюстия, префекта претория (получившего после этого ранг цезаря), Саллюстии Орбиане (в замужестве Гнея Сейя Геренния Саллюстия Барбия Орбиана Августа). Но уже в 227 году её отец был обвинен в попытке государственного переворота и казнен, а Саллюстия была сослана из Рима в Ливию.
Юлия Авита Мамея приобрела репутацию женщины нрава сурового и корыстного. Историк Геродиан пишет:
«Александр Север жаловался на свою мать и весьма огорчался, видя её корыстолюбие и непомерное усердие в этом. Ведь, делая вид, что она копит богатства для того, чтобы Александр щедро и без труда мог ублажать воинов, она приумножала собственные богатства; иногда она навлекала нарекания на правление Александра тем, что против его воли и к его негодованию отнимала состояния и наследства у некоторых людей на основании наветов.
Мамея женила Александра на девушке из патрицианского рода, которую впоследствии изгнала из дворца, хотя жила та с мужем в супружеском согласии и была любима им; Мамея, надменная и желавшая одна быть госпожой, завидуя почетному положению своей невестки, стала вести себя столь возмутительно, что отец молодой женщины, хотя он был очень уважаем своим зятем Александром, не вынеся притеснений Мамеи по отношению к нему самому и к его дочери, бежал в военный лагерь и, принося Александру благодарность за почести, ему прежде оказанные, жаловался на Мамею за все её обиды. Она же в гневе повелела убить его, а дочь его, выгнав из дворца, сослала в Ливию.
Все это делалось против воли Александра Севера, ибо мать имела над ним чрезмерную власть, а он был покорен всем её приказам»

(Геродиан. История императорской власти после Марка. VI. 1).

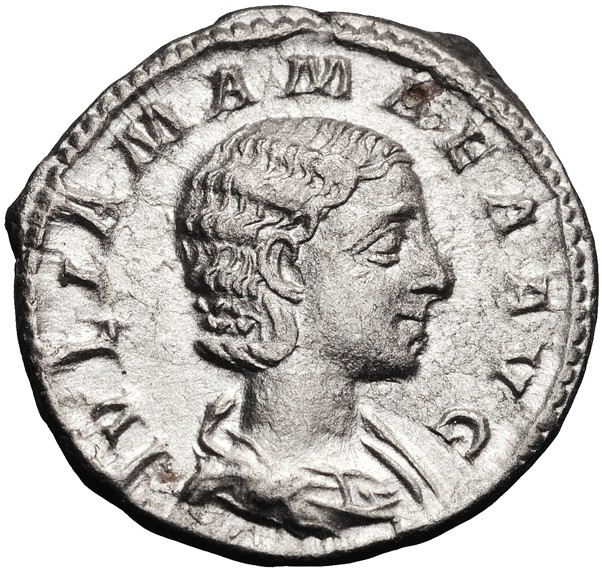
Денарий Юлии Мамеи

В 231 году на востоке началась война с новообразованным государством Сасанидов, и Александр Север с матерью возглавили военные действия против персов. Хотя война была неудачной для Рима, тем не менее в 232 году status quo был восстановлен. В 233 году Мамея с сыном вернулись из Антиохии в Рим, но лишь для того, чтобы отправиться с легионами дальше на запад, в столицу Верхней Германии, Могонциак, чтобы попытаться справиться с новой угрозой: в Черном лесу перешли границу племена алеманнов. Планировалась большая военная кампания, через Рейн был построен мост, но Мамея и Александр решили прибегнуть к дипломатическим мерам и попытаться подкупить германских вождей. Это возмутило солдат XXII легиона Фортуны Перворожденной и II Парфянского легиона, и в ходе мятежа 21 марта 235 года Александр Север и Юлия Мамея были убиты. Войска провозгласили новым императором Максимина, который повёл их против германцев. Сенат проклял имя Мамеи, но Александр Север в 238 году (после свержения Максимина) был обожествлен.
Существует версия, что Юлия Мамея симпатизировала христианству, о чём говорит эпитет «Богобоязненная» (др.-греч. θεοσεβεστάτης), данный ей Евсевием Кесарийским. По крайней мере, она лично встречалась с лидерами христиан, в частности с Оригеном в Антиохии.
На Палатинском холме для Мамеи была построена резиденция (Diaetae Mammaeae), но её точное местоположение ныне неизвестно.

## Память
Юлия Мамея стала персонажем исторического романа Антонина Ладинского «В дни Каракаллы» (1961).